# Антоні Руо
Антоні Руо (фр. Anthony Rouault, нар. 29 травня 2001, Вільнев-сюр-Лот, Франція) — французький футболіст, захисник клубу «Ренн».

## Ігрова кар'єра
Антоні Руо є вихованцем футбольної академії клубу «Тулуза», де він починав займатися з 2016 року. Згодом футболіст почав виступати за другу команду клубу у Третьому національному дивізіоні. Першу гру в основі Руо провів у жовтні 2020 року. 31 липня 2021 року забив свій перший гол у ворота «Нансі-Лотарингії» у Лізі 2 на 41-й хвилині з рахунком 0:4.

## Досягнення
Тулуза
- Переможець Ліги 2: 2021/22[4]
- Володар Кубка Франції: 2022/23